# ウァラメール
ウァラメール（ラテン語: Valamir、生年不詳 - 469年）は、5世紀のゴート人の指導者の一人で、初めはフン族の王アッティラ配下の軍人として、後には東ローマ帝国の軍人として活躍した。同時代に東ローマ帝国で活躍したゴート人の指導者ティウディミールやウィデメールらとともに「兄弟王」と呼ばれたが、三者の間に直接的な血縁があったかは不明である。

## 生涯
ウァラメールは5世紀のゴート人で、初めはフン族の王アッティラに仕えていた。ウァラメールは447年には既にドナウ川を越えて東ローマ帝国を荒らし回ったフン族の略奪行為に参加しており、451年のカタラウヌムの戦いでもゴート人の集団を率いてアッティラの下で西ローマ帝国の軍団と戦っている。
しかしフン族を中心とした連合体は453年にアッティラが没した後に徐々に分裂を始め、ウァラメールも454年のネダオ河畔の戦いでフン族が敗れて以降には明確にフン族の連合から離脱し、同じくゴート人の指導者だったティウディミールやウィデメールらとともに東ローマ帝国の皇帝マルキアヌスによって雇用された。マルキアヌスによってスラヴォニアの守備隊として配属されたウァラメールは、以後も457年頃まで繰り返し侵入を試みるアッティラの息子たちを撃退し続けた。
その頃、コンスタンティノープルの宮廷ではゴート人の指導者の一人テオドリック・ストラボが、東ローマ帝国の実質的な支配者であるアラン人の将軍アスパルの姻戚であるということで大変な厚遇を受けていた。この待遇の格差に不満を持ったウァラメールは、459年に皇帝レオ1世に対して抗議の兵を挙げ、遅くとも462年頃までにウァラメールに支払われる給金を年に金300リーブラに改善することをレオ1世に合意させた。
469年、パンノニアで着実に地位を固めつつあったウァラメールらに対し、フン族やサルマタイ人らの連合が戦争を仕掛けてきた。これはアスパルから実権を取り戻そうとしていたレオ1世による、アスパルと結びつきが強かったゴート人を排除するための企てだったと考えられる。両陣営はパンノニアのボリア川で衝突したが、ウァラメールは開戦の直前に落馬して死亡した。
ウァラメールの不慮の死にもかかわらずボリア川での戦いはティウディミールらの活躍もあってゴート人の勝利に終わった。コンスタンティノープルではアスパルが復権し、レオ1世もゴート人の排除を断念して方針をゴート人の懐柔へと転換させた。レオ1世は人質としてコンスタンティノープルに留め置いていたティウディミールの子のテオドリックを解放し、テオドリックを死んだウァラメールの後任としてスラヴォニアの守備隊へ配属した。